# Paperstreet Empire
Paperstreet Empire ist eine deutsche Indie-Rock-Band aus Duisburg und beim deutschen Independent-Musiklabel Dackelton Records unter Vertrag.

## Bandgeschichte
Die Band besteht aus den fünf Musikern Nico Paulerberg (Gitarre, Gesang), Benjamin Münstermann (Gitarre), Dennis Glettenberg (E-Bass), Timo Ruthmann (Schlagzeug) und dem Frontmann Christoph Remplewski (Gesang).
Gegründet wurde die Band in ihrer ursprünglichen Form 2009 von Nico Paulerberg, Benjamin Münstermann und Merlin Braun (Schlagzeug bis 2010). Sie ging aus der 2003 gegründeten Band Remedy hervor. 2010 stießen mit dem Bassisten Dennis Glettenberg und dem Frontmann und Sänger Christoph Remplewski zwei weitere Mitglieder zur Band. Noch im selben Jahr verließ Schlagzeuger Merlin Braun die Band, welcher darauf von Stefan Mühlenkamp ersetzt wurde. Mühlenkamp trat 2016 aus der Band aus. Seine Nachfolge trat Timo Ruthmann Anfang 2017 an.
2011 veröffentlichte Paperstreet Empire ihr Debütalbum Whatever You Just Said - I’m in. Neben diversen Single-Veröffentlichungen folgten 2014 die EP Music Is Afraid of Us und 2015 das zweite Album Heat, sowohl als Download als auch in physikalischer Form auf CD. 2019 folgte mit Does Our Generation Is Lost? eine weitere EP. 2022 wurden nach einer zweijährigen Pause die Singles Ain't Here to Fall und The Rat veröffentlicht.
Eine größere Bekanntheit erlangte die Band 2012 durch den Sieg beim Oberhausener Best of Unsigned Contest. Durch das Erlangen des ersten Platzes bei diesem mehrstufigen Bandwettbewerb hatte sich die Band für einen Auftritt beim jährlich stattfindenden Umsonst-und-Draußen-Musikfestival Olgas Rock in Oberhausen und dem Freefall-Festival der Stadt Moers qualifiziert.
Das deutsche Independent-Musiklabel Dackelton Records nahm die Band Anfang 2015 unter Vertrag.
Paperstreet Empire spielte bereits mehrfach auf dem Traumzeit-Festival in Duisburg. In den Jahren 2013 und 2015 wurde die Band ins Vorprogramm des jährlich stattfindenden Festivals eingeladen, 2019 spielte sie im am Abend stattfindenden Hauptprogramm.
Im September 2022 spielte die Band vor der Deutschen Oper am Rhein in der Duisburger Innenstadt ein Open-Air-Konzert im Rahmen des 5. Haniel Klassik Open Air und der Veranstaltungsreihe Theater Duisburg Rockt.
Zum zehnjährigen Bestehen ihres Plattenlabels Dackelton Records im November 2022 spielte Paperstreet Empire als Headliner auf dem Dackelton Festival im Bollwerk 107 in Moers.

## Diskografie

### Alben
- 2011: Whatever You Just Said - I’m In
- 2015: Heat

### EPs
- 2014: Music Is Afraid of Us
- 2019: Does Our Generation Is Lost?